# Bhedarganj
Bhedarganj (en bengali : পাংশা) est une upazila du Bangladesh dans le district de Shariatpur. En 2011, on y dénombrait 253 234 habitants.